# Pietrzyków (powiat kaliski)
Pietrzyków – wieś w Polsce położona w województwie wielkopolskim, w powiecie kaliskim, w gminie Koźminek.
Wieś duchowna Pietrzykowo, własność archidiakona kapituły katedralnej gnieźnieńskiej, pod koniec XVI wieku leżała w powiecie kaliskim województwa kaliskiego. W latach 1975–1998 miejscowość należała administracyjnie do województwa kaliskiego.
Zobacz też: Pietrzyków, Pietrzykowo, Pietrzyków-Kolonia